# Herkus Mantas
Herkus Mantas è un film del 1972, diretto da Marijonas Giedrys, avente come argomento le Crociate del Nord.